# دژ مادها
دژ مادهای البرز یا تپهٔ ازبکی مربوط به هزارهٔ ۴ پیش از میلاد است و در شهرستان نظرآباد، ۷ کیلومتری نظرآباد واقع شده و این اثر در تاریخ ۸ مهر ۱۳۵۲ با شمارهٔ ثبت ۹۵۵ به‌عنوان یکی از آثار ملی ایران به ثبت رسیده‌است.
اولین خشت، دست‌ساز بشر در این منطقه کشف شد و رئیس‌جمهور وقت سید محمد خاتمی آنرا به نشانهٔ گفت وگوی تمدن‌ها به سازمان ملل اهدا کرد.

نشانه‌هایی از ارتباط این تپه با حکومت ایلام وجود دارد. قدمت این بنا بین ۹۰۰۰ هزار تا ۱۵۰۰۰ هزار سال می‌رسد.

## قدمت دژ مادهای البرز
دژ مادها یکی از محوطه‌های باستانی ارزشمند تاریخی فلات ایران واقع در شهرستان نظرآباد از شهرستان‌های استان البرز قرار دارد. این تپه تاریخی با قدمت ۹ هزار ساله به عنوان قدیمی‌ترین بنای خشتی جهان مطرح است.